# Грибовидные тела
Грибовидные тела (лат. corpora pedunculata) — парные структуры в мозге насекомых и других членистоногих. Представляют собой несколько (до двенадцати) слоев нейронов. Грибовидные тела состоят из пары шляпок, связанных с другими частями мозга центральным нервным трактом, или так называемыми ножками.
Грибовидные тела — центр интеграции поступающей от разных анализаторов информации. Можно считать их прообразом кортикализации. Их роль заключается в выработке ассоциаций. Основной тип нейронов грибовидных тел — клетки Кеньона.
Впервые грибовидные тела были описаны французским натуралистом Феликсом Дюжарденом в 1850 году. Он показал, что животные с более крупными грибовидным телами при декапитации демонстрируют более выраженные нарушения координации, а малый размер тел связан с более автоматическим, инстинктивным поведением. Два других французских биолога, Февр (Faivre) и Бине (Binet), развили идеи Дюжардена, показав, что тела необходимы для осуществления сложной двигательной активности.
Грибовидные тела задействованы в процессах обучения и отвечают за работу памяти, в особенности обонятельной. Они достигают наибольших размеров у перепончатокрылых, чье поведение особенно тесно связано с восприятием запахов. У крупных насекомых, как предполагается, грибовидные тела могут выполнять и другие функции, связанные с памятью и обучением. Это ассоциативная память, сенсорная фильтрация, контроль движений, и пространственная память.
Эволюционные исследования говорят о том, что ранние грибовидные тела у древних насекомых не были связаны с обонянием и в основном получали информацию от механических и оптических сенсорных органов.